# 谷ゆき子
谷 ゆき子（たに ゆきこ、別名：谷悠紀子、谷ゆきこ、谷幸子、1935年7月7日 - 1999年8月10日）は、日本の漫画家。

## 人物・来歴
兵庫県尼崎生まれ。本名・谷垣悠紀子。梅花高等学校卒、京都の美大を受けるが不合格となり、1958年、貸本漫画でデビュー。1964年『少女フレンド』に「スズラン天使」の連載を始め、1966年から小学館の学年誌において約10年にわたりバレエ漫画を連載した。長男は俳優の谷垣宏尚。1999年に病没。
2016年に谷ゆき子のガイドブック『超展開バレエマンガ 谷ゆき子の世界』が刊行されたことを契機に、翌年、初の単行本『バレエ星』が出版された。

## 主な作品
- 白鳥の死、幸せのほゝえみ（『乙女の祈り』1959年）
- 湖への招待（『すみれ』1960年8号）
- あす子の虹（『少女フレンド』1964年37号～1965年11号、講談社）
- 赤い花白い花（『小学一年生』1967年1月号～『小学三年生』1968年8月号、小学館）
- 白鳥の星（『小学二年生』1968年4月号～『小学四年生』1970年8月号、小学館）
- さいごのステージ（『少女コミック』1968年7月号、小学館）
- ガラスの花（『少女コミック』1968年8月号、小学館）
- バレエ星（『小学一年生』1969年1月号～『小学四年生』1971年12月号、小学館）
- ほしのひとみ（『小学一年生』1969年4月号～12月号、小学館）
- フラミンゴのうた（『少女コミック』1969年2号、小学館）
- さよなら星（『小学一年生』1970年1月号～『小学四年生』1972年11月号、小学館）
- ふたつ星（『小学二年生』9月増刊号、小学館）
- かあさん星（『小学一年生』1971年1月号～『小学四年生』1973年9月号、小学館）
- ほしのバレリーナ（『幼稚園』1971年4月号～1974年5月号、小学館）
- まりもの星（『小学一年生』1972年1月号～『小学四年生』1974年8月号、小学館）
- バレリーナの星（『小学一年生』1973年1月号～『小学三年生』1975年3月号、小学館）
- ママの星（『小学一年生』1974年1月号～『小学三年生』1975年6月号、小学館）
- にじのバレリーナ（『幼稚園』1974年6月号～1975年5月号、小学館）
- アマリリスの星（『小学一年生』1975年1月号～『小学二年生』1976年2月号、小学館）
- のろいのトゥ・シューズ（『小学三年生』1975年11月号～12月号、小学館）
- 白鳥ののろい（『小学三年生』1976年7月号～9月号、小学館）

## 単行本
- 「超展開バレエマンガ 谷ゆき子の世界」図書の家編、立東舎、2016年10月。ISBN 9784845628605、※諸家による作品読本

なお谷ゆき子の雑誌連載作品は生前には単行本化されず、現在全ての作品原稿は、所在不明となっており、各・当時の雑誌誌面での復刻出版である。
- 谷ゆき子「バレエ星」 立東舎、2017年10月。ISBN 9784845631308
- 谷ゆき子「まりもの星」 立東舎、2018年5月。ISBN 9784845632336
- 谷ゆき子「さよなら星」 立東舎、2018年11月。ISBN 9784845632381

## 展示会
- すごいぞ！こわいぞ！谷ゆき子！ - 『超展開バレエマンガ 谷ゆき子の世界』(立東舎) 出版記念ミニ展示 （2016年10月27日〜2017年1月31日 京都国際マンガミュージアム）[2]

## 関連文献
- 『かわいい! 少女マンガ・ファッションブック - 昭和少女にモードを教えた4人の作家』立東舎、2020年 ISBN 978-4845634675